# Alberto Carlos Almeida
Alberto Carlos de Melo Almeida (Maceió, 8 de março de 1966) é um cientista político, sociólogo, escritor e professor universitário brasileiro. Graduou-se Ciências Sociais na Universidade Federal do Rio de Janeiro (UFRJ) em 1988 e seguiu seu mestrado e doutorado no Instituto Universitário de Pesquisas do Rio de Janeiro (IUPERJ), onde foi orientado por Sérgio Abranches. Atualmente trabalha como professor adjunto na Universidade Federal Fluminense e pesquisador na Fundação Getúlio Vargas.
Almeida fundou um instituto de pesquisa especializado em análises de dados primários e secundários sobre a sociedade brasileira chamado Instituto_Análise, o que foi rebatizado Instituto Brasilis em 2018. A Brasilis é sediada em São Paulo e atua como fornecedora de dados e análises estratégicos para empresas que desejam aumentar sua rentabilidade.
Alberto Almeida foi colunista da revista Valor Econômico durante dez anos e escreve para o Poder360.. Possui um canal de análises políticas do app de mensagens instantâneas Whatsapp chamado "O Bastidor da Política", onde envia áudios periódicos sobre análises, situações e pesquisas acerca da política brasileira, em conjunto com o também cientista político Renato Janine Ribeiro. 

## A Cabeça do Brasileiro(2007)
O livro traz o resultado de uma pesquisa de opinião que comprova empiricamente várias teses do antropólogo Roberto DaMatta e outros intelectuais. Por exemplo, o autor demonstra, por meio de dados e estatísticas, que o Brasil é uma sociedade hierárquica. Para a maioria dos brasileiros, não há igualdade efetiva. Assim, um patrão é hierarquicamente superior a um empregado mesmo fora das relações de trabalho.
| Atitude que empregado deveria ter se o patrão diz que ele pode tomar banho na psicina do edifício | % dos brasileiros |
| ------------------------------------------------------------------------------------------------- | ----------------- |
| Tomar banho na piscina                                                                            | 35                |
| Agradecer e não tomar banho na piscina                                                            | 65                |

Conforme os dados revelam, dois em cada três brasileiros acreditam não haver igualdade fora do ambiente de trabalho.
| Atitude que um porteiro deveria ter ao ganhar na megassena | % dos brasileiros |
| ---------------------------------------------------------- | ----------------- |
| Comprar uma casa numa área rica da cidade                  | 21                |
| Continuar morando no mesmo bairro, em uma casa melhor      | 79                |

Conforme esse outro dado, um porteiro (provavelmente mulato, ou negro) permanece um porteiro, mesmo se ele se tornar rico. Sua posição na sociedade é bem definida, e ele não deveria ir para um bairro de classe alta.
Para Alemeida, a educação é a solução para esses (e vários outros) problemas. Conforme afirma, "mais riqueza e mais educação levam as pessoas a rejeitar a autoridade superior e a buscar formas de 'autoexpressão'. Pessoas mais educadas tendem a se afastar da autoridade superior e a rejeitar as relações sociais verticais em benefício de relações de poder mais horizontais." Porém, "ainda é grande a parcela da população que compartilha uma visão de mundo 'arcaica'. Com a melhoria da escolaridade, seria possível ter mais "modernos", com uma mentalidade que possibilite a democracia. Para o autor, "o país está em transformação, e ela depende da sala de aula".
O autor demonstra que existe uma correlação entre hierarquia e autoritarismo. Isto é, pessoas que defendem certas posturas autoritárias (como a repressão a protestos contra o governo) são os mesmos que defendem posturas hierárquicas, como a relação entre patrão e empregado.